# ふり向かずに 前へ 池江璃花子 19歳
「ふり向かずに 前へ 池江璃花子 19歳」（ふりむかずに まえへ いけえりかこ 19さい）は、NHK総合テレビで2020年5月9日19:30 - 20:30に『NHKスペシャル』で放送されたドキュメンタリー番組。

## 概要
東京オリンピック最大の注目として期待されていながら、白血病に侵された競泳選手・池江璃花子。過酷な闘病生活、練習再開も体力、筋力を失う厳しい現実と向き合いながら、持ち前の明るさで前に進んでいく。さらに新型コロナウイルスの感染拡大で日常を奪われた人々に自らを重ね、発症から406日ぶりにプールに戻ってくる姿までを追った。

## 出演
- 池江璃花子
- 和久田麻由子（NHKアナウンサー） - ナレーター

## 再放送
- 2020年5月12日 23:45 - 翌0:45